# Павловићева маст
Павловићева маст је крема намењена првенствено за негу нежне дечје коже, али је могу користити и одрасли. Рецептуру за маст саставио је београдски педијатар Живорад Павловић 1947. године. Од тада се користи не само у Србији, већ и широм некадашње Југославије, а за њу знају и родитељи широм света. Делотворна је за заштиту дечје коже и лечење пеленског осипа. Њена оригинална рецептура до данас је остала непромењена.

## Историја
Рецептуру за Павловићеву маст саставио је београдски педијатар Живорад Павловић. По завршетку Другог светског рата појавила се потреба за једним оваквим препаратом за негу дечје коже и др Павловић је око две године, у државној апотеци на Звездари, експериментисао са различитим састојцима, да би коначно 1946. године дошао до рецептуре која се у крајњем резултату показала ефикасном. Већ следеће године маст почиње да се продаје у апотеци „Вељко Дугошевић”, која се и данас налази у Булевару краља Александра у Београду. Убрзо су и друге београдске апотеке прихватиле ову рецептуру и интересовање за њу је прострло од Београда и Југославије ка осталим европским градовима као што су Трст, Рим, Париз, Москва и Берлин, а одатле и ка остатку света.
Због показане делотворности тадашњи Фонд здравства одобрио је Павловићеву маст као магистрални лек. Маст је прописивана за лечење пеленског осипа и заштиту и лечење дечије коже, па су је родитељи добијали бесплатно. Такав третман Фонд је имао до 1970. године, а потом се у апотекама наплаћивала. До тада су је већ користили родитељи широм Србије и бивше Југославије.

### Брендирање
Живорад Павловић никада није заштитио своју рецептуру, а велика потражња за оригиналном Павловићевом машћу довела је до тога да су различити произвођачи, од државних апотека до приватних малих мануфактура покушавали да направе сличан производ, не држећи се увек почетне рецептуре. Произвођачи сурогата који су покушали да уштеде на било ком састојку или укључе недовољно квалитетан састојак добијали су маст која није имала очекивани ефекат. У међувремену су се појавиле многе стране и велике компаније, које су родитељима понудиле различите производе за негу коже одојчади у регији пелена.
Тек 1997. године његов син, такође педијатар, Војислав Павловић заштитио је рецептуру под називом „Оригинална Павловићева маст”, када је и започео производњу овог препарата. Томе је претходило покретање патентне заштите и заштите жига, како у свим земљама региона, тако и на светском нивоу, у Женеви. Данас његово предузеће годишње производи 1.580.000 паковања овог производа.
Сличан производ, али под другим именом, прави се и продаје и у апотекама. Апотека Београд продаје га под називом „Крем за бебе”.

## Састав и деловање
За њену изузетну делотворност заслужни су борна киселина, цинк-оксид и талк који улазе у њен састав и активно делују, а као помоћну компоненту крема садржи безводни ланолин који даје масноћу. Дејство састојака који улазе у састав Павловићеве масти:
- вазелин (протектант и замашћивач),
- ланолин и течни парафин (оклузиви и замашћивачи који својом хидрофобношћу спречавају близак контакт састојака урина, зноја и фецеса са нежном и осетљивом кожом бебе)
- цинк-оксид и талк (супстанце са адстрингентним и адсорбентним ефектом),
- активна компонента бисаболол (антинфламаторно, умирујуће и благо антисептично деловање на осетљиву кожу беба)

Поред тога масне материје у формулацији препарата својим оклузивним ефектом омогућавају очување и регенерацију још увек слабо развијене кожне баријере код беба. На овај начин ови оклузиви смањују трансепидермални губитак воде из коже, односно успоравају њено исушивање и тиме индиректно кожу влаже изнутра.
Интересантна ствар је да Павловићева маст никада у свом веку није била узрок никакве алергијске реакције, нити било каквих нежељених дејстава.

## Употреба
Павловићева маст има широку примену како за негу коже деце, тако и одраслих. За употребу код деце она првенствено има заштитну улогу и спречава иритације коже надражене знојем, урином и фецесом. Може се користити од првог дана живота.
Иако одрасли најчешће немају те проблеме и њима је ова крема прави спас од иритација на кожи препона и стражњице са околином. Одрасли још могу ову крему употребљавати за третман суве коже, негу после сунчања, као подлога за неке друге дерматолошке препарате, па чак и за кожу са стријама. 
Осим у Србији, Павловићева маст се данас може набавити широм региона, као и у многим земљама света. Године 2011. производ „Оригинална Павловићева маст” добио је и Халал Сертификат чиме је Лабораторија Др Павловић стекла могућност извоза овог производа и у арапске земље.